# Championnats d'Europe d'aviron 1933
Navigation
Édition précédente Édition suivante
Les championnats d'Europe d'aviron 1933, trente-quatrième édition des championnats d'Europe d'aviron, ont lieu en 1933 à Budapest, en Hongrie.
Les compétitions ont lieu le long de l'île Sainte-Marguerite.
Cette année-là, les Français Louis Hansotte et Georges Frisch remportent la médaille d'or en double scull (licenciés à la S.N. de la Marne). 

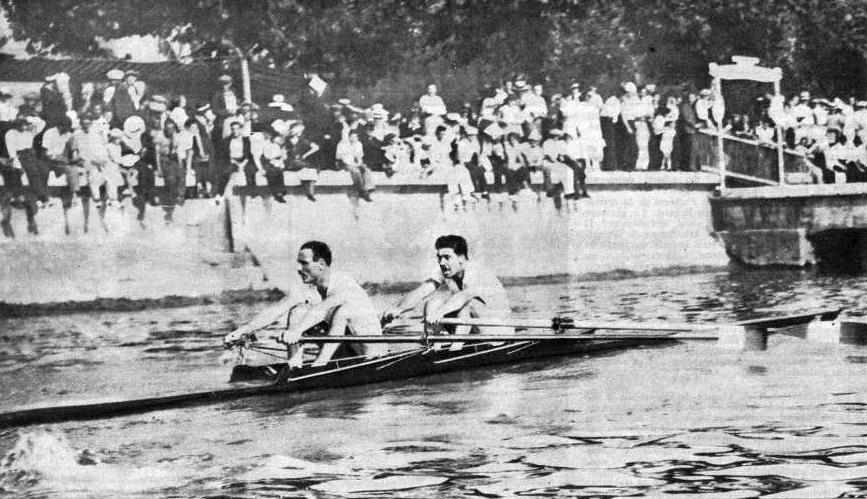
Les Français Louis Hansotte (G.) et Georges Frisch (D.), champions d'Europe en double-scull en 1933 à Budapest.

## Podiums

### Hommes
| Épreuves             | Or | Argent | Bronze |
| -------------------- | --- | --- | --- |
| Skiff M1x            | Roger Verey (POL) | Eugen Studach (SUI) | Vincenzo Giacomini (ITA) |
| Deux de pointe M2-   | Hongrie Gusztáv Götz Tibor Machan | Suisse Karl Schmid Ernst Rufli | Pays-Bas A. A. Dekker Willem Hendrik Jens |
| Deux de couple M2x   | France Georges Frisch Louis Hansotte | Italie Mario Moretti Orfeo Paroli | Hongrie Béla Szendey Andras Szendey |
| Deux barré M2+       | Hongrie Károly Győry Tibor Mamusich László Goreczky (barreur)                                                                                | Pologne Janusz Ślązak Jerzy Braun Jerzy Skolimowski (barreur)                                                                                             | France Marcel Vandernotte Fernand Vandernotte Joie (barreur)                                                                                     |
| Quatre de pointe M4- | Danemark Aage Hansen Christian Olsen Walther Christiansen Richard Olsen                                                                      | Pays-Bas F. Moltzer Godfried Roëll J.C.J. Storm van's Gravensande W.A.P.F.L. Storm van's Gravensande                                                      | Hongrie László Bartók Árpád Kauser Alajos Szilassy Zoltán Török                                                                                  |
| Quatre barré M4+     | Italie Valerio Perentin Francesco Chicco Nicolò Vittori Umberto Vittori Renato Petronio (barreur)                                            | Hongrie Hugó Ballya Frigyes Hollósi Károly Gyurkóczy ? Ervin Kereszthy (barreur)                                                                          | Tchécoslovaquie Jiří Žába František Vrba Antonín Burda Václav Černý Josef Jabor (barreur)                                                        |
| Huit M8+             | Hongrie István Tóth Miklós Krassy Gábor Alapy György Kozma Hugó Ballya Frigyes Hollósi László Szabó Károly Gyurkóczy László Molnár (barreur) | Italie Renato Barbieri Ottorino Godini Renato Bracci Dino Barsotti Dante Secchi Guglielmo Del Bimbo Enrico Garzelli Mario Balleri Cesare Milani (barreur) | Yougoslavie Milan Blacse Branko Alujevič Vice Jurišić Stipe Krnčević Slavko Rosa Joszip Rosa Spiro Grubišić Linardo Bujas Ante Soltisek(barreur) |